# Bill Butler (Kameramann)
Wilmer C. „Bill“ Butler (* 7. April 1921 in Cripple Creek, Colorado; † 5. April 2023 in Los Angeles) war ein US-amerikanischer Kameramann.

## Leben und Wirken
Seine schulische Laufbahn umfasste die Ohio Wesleyan sowie ein Studium an der Iowa State University. Sein Debüt als Kameramann gab er 1967 mit dem Film Fearless Frank. Er wirkte an mehr als 80 Produktionen mit, darunter Filmklassiker wie Der weiße Hai, Einer flog über das Kuckucksnest und Grease.
Bill Butler war Vater von zwei Töchtern. Er starb am 5. April 2023, zwei Tage vor seinem 102. Geburtstag, in Los Angeles.

## Filmografie (Auswahl)
- 1971: Drive, He Said
- 1972: Magnum Heat (Hickey & Boggs)
- 1974: Der Dialog (The Conversation)
- 1975: Der weiße Hai (Jaws)
- 1976: Eine Frau sieht rot (Lipstick)
- 1976: Einer flog über das Kuckucksnest (One Flew Over The Cuckoo’s Nest)
- 1977: Des Teufels Saat (Demon Seed)
- 1977: …die keine Gnade kennen (Raid on Entebbe)
- 1978: Unternehmen Capricorn (Capricorn One)
- 1978: Damien – Omen II (Damien: Omen II)
- 1978: Grease
- 1978: Eisfieber (Ice Castles)
- 1979: Rocky II
- 1980: Supersound und flotte Sprüche (Can’t Stop the Music)
- 1981: Ich glaub’, mich knutscht ein Elch! (Stripes)
- 1982: Mrs. Brisby und das Geheimnis von NIMH (The Secret of NIMH)
- 1982: Rocky III – Das Auge des Tigers (Rocky III)
- 1983: Zwei ausgekochte Gauner (The Sting II)
- 1983: Die Dornenvögel (The Thorn Birds)
- 1984: Endstation Sehnsucht (A Streetcar Named Desire)
- 1985: B.I.E.R. (Beer)
- 1985: Rocky IV – Der Kampf des Jahrhunderts (Rocky IV)
- 1986: Sterben … und leben lassen (Big Trouble)
- 1987: Bates Motel
- 1988: Biloxi Blues
- 1988: Chucky – Die Mörderpuppe (Child’s Play)
- 1989: Die Entscheidung (When We Were Young)
- 1991: Hot Shots! – Die Mutter aller Filme (Hot Shots!)
- 1993: Ein Cop und ein Halber (Cop and ½)
- 1993: Sniper – Der Scharfschütze (Sniper)
- 1993: Eine Familie namens Beethoven (Beethoven’s 2nd)
- 1996: Flipper
- 1997: Anaconda
- 1997: Scharfe Täuschung (Deceiver/Liar)
- 2001: Dämonisch (Frailty)
- 2002: Joe & Max (Joe and Max)
- 2006: Clive Barkers Die Seuche (The Plague)
- 2009: Evil Angel

## Auszeichnungen
- 1976 wurde er für seine Arbeit an Einer flog über das Kuckucksnest zusammen mit Haskell Wexler für den Oscar nominiert.
- 1977 erhielt er für Einer flog über das Kuckucksnest ebenfalls eine Nominierung für die Beste Kamera bei den British Academy Film Award
- Er gewann zwei Mal den Emmy: 1977 für … die keine Gnade kennen und 1984 für eine Fernsehverfilmung von Endstation Sehnsucht.
- 2003 wurde Bill Butler von der American Society of Cinematographers mit dem ASC Lifetime Achievement Award ausgezeichnet.